# 嘲笑
嘲弄（Mockery），大體分為兩種。一種没有恶意，带戏谑的性质，是希望增进彼此情谊的调侃；另一種则是有惡意、有伤害性的。
一些嘲笑他人的行為會讓人覺得受到侮辱，因而引起憤怒，像例如中國三國時代吳質曾經在一埸宴會上命演員扮演肥胖的上將軍曹真及瘦削的中領軍朱鑠，曹真因而大怒，更拔刀睜大眼睛恐嚇要斬殺演員；而帶有傷害性的嘲笑，也被認為是言語霸凌的一種形式；另外雖然嘲笑他人被認為是一種霸凌，多數人認為嘲笑他人不能改變他人的行為，但一個調查顯示，嘲笑確實至少可以改變一些人的行為和想法。

## 在學校的嘲笑
學校體育課尤其易受嘲笑。在台灣，有些男學生的運動姿勢或造型被嘲笑為娘娘腔或娘砲；有些女學生的運動姿勢或造型「男人婆」、「金剛芭比」。
即使沒有行為方面的問題，很多學生常常僅僅因為外貌、能力、成绩、家庭背景等遭到同伴们或者成人们有意无意嘲笑，有些演變為校園霸凌。